# Teodósio III
Teodósio III (Θεοδόσιος Γ΄) foi o Imperador Bizantino de 715 até sua abdicação em 717. Ele era um coletor de impostos em Adramício antes de ascender ao trono. A Marinha Bizantina e tropas do Tema Opsiciano, um das províncias do império, se revoltaram em 715 contra o imperador Anastácio II, aclamando o relutante Teodósio como o novo soberano. Este liderou suas tropas para Crisópolis e depois para a capital Constantinopla, tomando a cidade em novembro de 715. Anastácio só foi se render vários meses depois, aceitando o exílio em um mosteiro em troca de sua segurança. Muitos temas enxergavam Teodósio como um fantoche das tropas opsicianas e sua legitimidade foi negada pelos temas Anatólico e Armeníaco, sob seus estrategos Leão e Artavasdo.
Leão se declarou imperador em 716 e se aliou com o Califado Omíada. Teodósio procurou ajuda do Império Búlgaro, estabelecendo uma fronteira na Trácia e cedendo a região de Zagore, além de estipular um pagamento de tributo aos búlgaros. Leão marchou suas tropas para Constantinopla, tomando a cidade de Nicomédia e capturando muitos oficiais, incluindo o filho de Teodósio. O imperador, com seu filho em cativeiro, aceitou o conselho do patriarca Germano I e do Senado Bizantino, e negociou com Leão, aceitando abdicar do trono e reconhecer este como soberano. Leão entrou em Constantinopla e tomou o poder definitivamente em 25 de março de 717, permitindo que Teodósio e seu filho fossem viver em um mosteiro. Não se sabe ao certo quando Teodósio morreu.

## Antecedentes

Império Bizantino na Anarquia de Vinte Anos

Árabes e bizantinos desfrutaram de um período de paz entre si depois do Califado Omíada ter sido derrotado no Cerco de Constantinopla entre 674 e 678. As hostilizadas foram retomadas pelo imperador Justiniano II, resultando em uma série de vitórias árabes. Consequentemente, o Império Bizantino perdeu o controle sobre os principados da Armênia e Cáucaso, com os árabes aproximando-se cada vez mais das terras fronteiriças bizantinas. Militares do califado passaram a lançar ataques anuais contra o território bizantino, tomando fortalezas e vilarejos. As defesas do império se enfraqueceram após 712, pois os árabes estavam penetrando cada vez mais na Anatólia e a resposta bizantina a estas incursões ficou cada vez mais rara. Boa parte da região fronteiriça foi despovoada, com seus habitantes sendo mortos, escravizados ou afugentados, consequentemente vários fortes fronteiriços, especialmente na Cilícia, foram gradualmente abandonados. O sucesso dessas incursões encorajou mais os árabes, que prepararam um segundo ataque contra Constantinopla no início do reinado do califa Ualide I. Após a morte deste, seu sucessor Solimão continuou o planejamento na campanha. Solimão começou a reunir suas forças no final de 716 na planície de Dabiq, ao norte de Alepo, colocando seu irmão Maslama no comando das tropas.
Os povos eslavos e búlgaros também formavam uma ameaça cada vez maior ao norte da fronteira bizantina, ameaçando o controle do império sobre a região dos Bálcãs. Em 712, durante o reinado do imperador bizantino Filípico, o Império Búlgaro sob a liderança do cã Tervel avançou ao sul até as próprias muralhas de Constantinopla, saqueando as terras ao redor, incluindo várias vilas e propriedades próximas da capital, onde a elite bizantina frequentemente passava seus verões.
Teodósio ascendeu ao poder durante um período chamado pela historiografia moderna como Anarquia de Vinte Anos, definida por instabilidade política resultante das disputas entre imperadores e as elites bizantinas, com várias imperadores diferentes reinando brevemente em sucessão. Os nobres desta época frequentemente eram nativos da Anatólia e raramente tinham objetivos maiores do que impedir que imperadores ficassem muito fortes e atrapalhassem o status quo. A Anarquia de Vinte Anos começou em 695 quando Justiniano II foi deposto por Leôncio, encerrando a dinastia heracliana, que tinha governado o Império Bizantino por oitenta anos. Sete imperadores diferentes ascenderam ao trono durante o período de anarquia, incluindo o próprio Justiniano restaurado por um tempo. O historiador Romilly Jenkins afirmou que os únicos imperadores competentes entre 695 e 717 foram Tibério III e Anastácio II. A crise foi encerrada pelo imperador Leão III, que depôs Teodósio, com sua dinastia reinando pelos 85 anos seguintes.

## História

### Ascensão
Os preparativos de Solimão, incluindo a construção de uma frota, foram rapidamente percebidos no Império Bizantino. Anastácio II começou preparativos próprios para se defender do ataque iminente. Isto incluiu enviar o patrício e prefeito urbano Daniel de Sinope para espionar os árabes sob o pretexto de uma embaixada diplomática, além de fortalecer as defesas de Constantinopla e também a Marinha Bizantina. Teófanes, um historiador bizantino do século IX, afirmou que Anastácio ordenou no início de 715 que a marinha se reunissem em Rodes para então seguir até Fênix. Foi lá que tropas do Tema Opsiciano se amotinaram contra seu comandante, João, o Diácono, matando-o e navegando para Adramício, no sudoeste da Anatólia, onde declararam Teodósio, um coletor de impostos, como o imperador Teodósio III. A Crônica de Zuquenim afirma que ele reinou com o nome régio Constantino, com seu nome completo sendo Teodósio Constantino. O historiador John Bagnell Bury sugeriu que Teodósio foi escolhido aleatoriamente pelo fato dele já ter um nome de sonoridade imperial, ser inofensivo, obscuro mas respeitável e poderia ser facilmente controlado pelos opsicianos.
O bizantólogo Graham Sumner sugeriu que Teodósio talvez fosse a mesma pessoa que o homônimo filho de Tibério III, desta forma possivelmente explicando o motivo dele ter sido escolhido pelas tropas, pois assim sua legitimidade viria na verdade de seu pai, este próprio imperador por meio de uma revolta naval. Teodósio, o filho de Tibério, era o Bispo do Éfeso por volta de 729 e manteve esta posição até sua morte em algum momento próximo de 24 de julho de 754, tendo sido uma das principais figuras do iconoclasta Concílio de Hieria em 754. Entretanto, os historiadores Cyril Mango e Roger Scott não acreditam que essa teoria seja provável, pois significaria que Teodósio viveu por mais trinta anos depois de sua abdicação. Mango propôs outra teoria, que na verdade foi o filho de Teodósio III que se tornou o bispo, não o filho de Tibério.
Teodósio supostamente estava relutante em se tornar imperador, com Teófanes afirmando que:
| “ | Quando os malfeitores, estando sem líder, chegaram em Adramício e encontraram um homem local chamado Teodósio, um receptor de rendas públicas, apolítico e um cidadão particular. Eles imploraram para que se tornasse Imperador. Ele, todavia, fugiu para as montanhas e se escondeu. Mas eles o encontraram e o forçaram a aceitar a aclamação como Imperador. | ” |

Foi aclamado imperador pelas tropas do Tema Opsiciano em Adramício por volta de maio de 715. Anastácio liderou seu exercício para a Bitínia, no Tema Opsiciano, com o objetivo de acabar com a revolta. Teodósio, em vez de permanecer para enfrentar Anastácio, liderou sua frota para Crisópolis, do outro lado do Bósforo a partir de Constantinopla. De Crisópolis ele lançou um cerco de seis meses da capital, encerrado quando seus apoiadores dentro da cidade conseguiram abrir os portões, permitindo que Teodósio tomasse Constantinopla em novembro de 715. Anastácio permaneceu durante meses em Niceia até finalmente concordar em abdicar e ir para o exílio em um mosteiro.

### Reinado

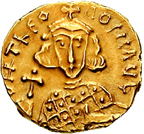
Soldo de Teodósio

Pouco se sabe sobre o reinado de Teodódio. Um de seus primeiros atos foi restaurar a representação do Sexto Sínodo Ecumênico no Grande Palácio de Constantinopla, que Filípico tinha removido, o que lhe valeu o epíteto de "Ortodoxo" no Liber Pontificalis. Teodósio, quem as fontes bizantinas retratam como relutante e incapaz, era visto por muitos de seus súditos como um fantoche das tropas opsicianas. Consequentemente, ele não foi reconhecido como legítimo pelos temas Anatólico e Armeníaco, sob seus respectivos estrategos Leão, o Isauro, e Artavasdo. Apesar de terem feito nada para impedirem a derrubada de Anastácio, eles se incomodaram com a ascensão de Teodósio e Leão se autoproclamou imperador no verão de 716. Ele procurou o apoio dos árabes, que enxergavam a desunião bizantina como uma vantagem, achando que a confusão iria enfraquecer o Império Bizantino e facilitaria a tomada de Constantinopla. Teodósio negociou um tratado com Tervel, possivelmente a fim de garantir o apoio búlgaro contra o iminente ataque árabe. O tratado fixou a fronteira do Império Bizantino com o Império Búlgaro na Trácia, cedendo a região de Zagore aos búlgaros, além de estipular um pagamento de tributo aos búlgaros, retorno de fugitivos e alguns acordos comerciais.
Solimão começou a avançar para dentro do território bizantino por volta da mesma época, cercando a cidade de Amório enquanto uma força separada entrava na região da Capadócia. Negociações com Leão fizeram os árabes recuarem. Leão então começou a marchar suas tropas para Constantinopla logo depois de se declarar imperador, capturando primeiro Nicomédia, onde encontrou e capturou, dentre outros oficiais, o filho de Teodósio, também chamado Teodósio, em seguida marchando para Crisópolis. O imperador Teodósio, com seu filho em cativeiro, seguiu o conselho do patriarca Germano I e do Senado Bizantino, concordando em abdicar e reconhecer Leão como o monarca. Bury afirmou que a elite de Constantinopla, que de outra forma teria preferido o inofensivo Teodósio, quem dificilmente os enfraqueceria politicamente, se aliou a Leão, pois Teodósio não era competente o suficiente para lidar com a ameaça árabe. Bury também disse que o encontro entre Germano, o senado e oficiais do alto-escalão em que estes decidiram escolher Leão ocorreu com o conhecimento e consentimento do próprio Teodósio, que aceitou a decisão. O historiador postulou que, se não houvesse a ameaça árabe, é possível que Teodósio conseguisse manter o poder e fosse sucedido por vários imperadores nominais controlados por cortesãos e pelas elites.
Leão entrou em Constantinopla e tomou definitivamente o poder em 25 de março de 717, permitindo que Teodósio e seu filho fossem para um mosteiro como monges. Teodósio talvez tenha se tornado o Bispo de Éfeso por volta de 729 depois de sua aposentadoria, caso ele tenha sido a mesma pessoa que o filho homônimo de Tibério III. Se realmente eram a mesma pessoa, ele morreu em 24 de julho de 754 segundo Sumner. Teodósio ou seu filho está enterrado na Igreja de São Filipe em Éfeso.

### Citações
1. ↑   Lilie 1976, pp. 81–82, 97–106
2. ↑   Blankinship 1994, p. 31
3. ↑   Haldon 1990, p. 72
4. ↑   Lilie 1976, pp. 107–120
5. 1 2 3 4   Haldon 1990, p. 80
6. ↑   Lilie 1976, pp. 120–122, 139–140
7. ↑   Guilland 1955, p. 110
8. ↑   Lilie 1976, p. 122
9. 1 2 3   Treadgold 1997, p. 344
10. ↑   Guilland 1955, pp. 110–111
11. ↑   Eisener 1997, p. 821
12. ↑   Vasiliev 1980, p. 229
13. 1 2   Ostrogorsky 1957, p. 136
14. ↑   Bury 1889, pp. 384–385
15. 1 2   Jenkins 1987, p. 60
16. ↑   Jenkins 1987, p. 63
17. ↑   Mango & Scott 1997, p. 534
18. ↑   Lilie 1976, pp. 122–123
19. ↑   Treadgold 1997, pp. 343–344
20. ↑   Mango & Scott 1997, p. 537
21. 1 2   Mango & Scott 1997, pp. 535–536
22. 1 2 3   Lilie 1976, pp. 123–124
23. ↑   Harrack 1999, p. 149
24. ↑   Bury 1889, pp. 372–373
25. ↑   Sumner 1976, pp. 291–294
26. 1 2 3 4 5 6 7   Neil 2000
27. ↑   Sumner 1976, p. 292
28. 1 2   Sumner 1976, p. 291
29. ↑   Haldon 1990, pp. 80, 82
30. ↑   Treadgold 1997, pp. 344–345
31. ↑   Kajdan 1991, p. 2052
32. ↑   Ostrogorsky 1957, p. 135
33. ↑   Lilie 1976, p. 124
34. 1 2 3 4   Treadgold 1997, p. 345
35. ↑   Mango & Scott 1997, pp. 538–539
36. ↑   Bury 1889, p. 378
37. ↑   Guilland 1955, pp. 118–119
38. ↑   Lilie 1976, p. 125
39. ↑   Bury 1889, p. 381
40. ↑   Jenkins 1987, pp. 62–63
41. ↑   Haldon 1990, pp. 82–83
42. 1 2   Mango & Scott 1997, pp. 540, 545
43. ↑   Bury 1889, p. 383
44. ↑   Bury 1889, pp. 385–386
45. ↑   Lilie 1976, pp. 127–128
46. ↑   Sumner 1976, p. 293